# Piet Lagarde
Petrus Bernardus „Piet” Lagarde (ur. 9 grudnia 1939 w Dordrechcie) – holenderski piłkarz grający na pozycji bramkarza. W swojej karierze rozegrał 2 mecze w reprezentacji Holandii.

## Kariera klubowa
W swojej karierze piłkarskiej Lagarde grał w klubach DHC Delft i Sportclub Enschede.

## Kariera reprezentacyjna
W reprezentacji Holandii Lagarde zadebiutował 1 kwietnia 1962 roku w przegranym 1:3 towarzyskim meczu z Belgią, rozegranym w Antwerpii. W kadrze narodowej rozegrał 2 mecze, oba w 1962 roku.